# Tose (empresa)

Tose Co., Ltd. (株式会社トーセ Kabushiki-gaisha Tōse?) (TYO: 4728) es una empresa de desarrollo de videojuegos con sede en Kioto, Japón. Es muy conocido por desarrollar la serie de Nintendo Game & Watch Gallery, así como otros productos de Nintendo. TOSE ha desarrollado más de 1000 juegos desde el inicio de la compañía en 1979, pero casi nunca son acreditados en sus juegos (una excepción a esto es Game & Watch Gallery 4 y la serie Densetsu no Stafy, donde TOSE comparte derechos de autor con Nintendo). «Estamos siempre detrás de las escenas», dijo Masa Agarida, vicepresidente de la división de EE. UU. de TOSE. «Nuestra política no es tener una visión. Por el contrario, seguimos las visiones de nuestros clientes. La mayoría de las veces rechazamos poner nuestro nombre en los juegos, ni siquiera los nombres del personal». TOSE ha ganado una reputación de ser una desarrolladora "Ninja" secreta.

## Lista de juegos conocidos desarrollados por TOSE
NOTA: Simplemente se cree o se supone que algunos de estos títulos fueron desarrollados por Tose, debido a la información recopilada por varios periodistas aficionados y profesionales. La mayoría no han sido confirmados oficialmente como productos desarrollados por Tose por ninguno de los editores, co-desarrolladores de los juegos ni por el propio Tose. Muchos de los juegos lanzados por Bandai, Tomy Corporation, Jaleco, Taito, Namco y Tonkin House fueron desarrollados por Tose.

### Arcade
- Vanguard (1981)
- Vanguard II (1984)
- Data Carddass Aikatsu Planet! (2020)

### Family Computer/Nintendo Entertainment System
- Exerion (1985)
- Field Combat (1985)
- Chubby Cherub (1985)
- Ikki (1985)
- M.U.S.C.L.E. (1985)
- City Connection (1985)
- Mississippi Satsujin Jiken (1986)
- Mappy-Land (1986)
- Choplifter (1986)
- Dragon Power (1986)
- Ninja Kid (1986)
- Urusei Yatsura: Lum no Wedding Bell (1986)
- Bases Loaded (1987)
- Karaoke Studio (1987)
- Lupin Sansei: Pandora no Isan (1987)
- Uchūsen: Cosmo Carrier (1987)
- Goal! (1988)
- Bases Loaded II: Second Season (1988)
- Racket Attack (1988)
- Demon Sword (1988)
- Dragon Ball: Daimaou Fukkatsu (1988)
- Pinball Quest (1989)
- Oishinbo: Kyukyoku no Menu 3bon Syoubu (1989)
- Sakigake!! Otokojuku: Shippu Ichi Gou Sei (1989)
- Famicom Jump: Hero Retsuden (1989)
- Bandai Golf: Challenge Pebble Beach (1989)
- Shooting Range (1989)
- Dusty Diamond's All-Star Softball (1989)
- Terao no Dosukoi Ōzumō (1989)
- Short Order / Eggsplode! (1989)
- Akuma-kun: Makai no Wana (1990)
- Bases Loaded 3 (1990)
- NES Play Action Football (1990)
- Frankenstein: The Monster Returns (1991)
- Bases Loaded 4 (1991)
- Golf Grand Slam (1991)
- Toxic Crusaders (1992, NES only)
- Legends of the Diamond (1992, NES)
- Yoshi's Cookie (1992, NES & Game Boy)
- Tetris 2 (1993 video game) (1993, NES y Game Boy)
- Rokudenashi Blues (1993)
- Dragon Ball Z Gaiden: Saiya-jin Zetsumetsu Keikaku (1993)
- Battle Rush: Build Up Robot Tournament (1993)
- Pro Sport Hockey (1993)
- Crayon Shin-Chan: Ora to Poi Poi (1993)
- J. League Super Top Players (1994)

### Family Computer Disk System
- Famicom Tantei Club: Kieta Kōkeisha (1988)

### Super Famicom/Super NES
- Super Tennis (1991)
- Super Bases Loaded (1991)
- Goal! (1992)
- Dig & Spike Volleyball (1992)
- Super Professional Baseball II (1992)
- Super Play Action Football (1992, Super NES only)
- Bazooka Blitzkrieg (1992)
- Super Bases Loaded 2 (1993)
- Super Goal! 2 (1993)
- Namco Open (1993)
- Rokudenashi Blues (1994)
- Hana no Keiji: Kumo no Kanata ni (1994)
- Takeda Nobuhiro no Super League Soccer (1994)
- Super Bases Loaded 3 (1994)
- Gon (1994)
- Natsuki Crisis Battle (1995)
- Sterling Sharpe: End 2 End (1995, Super NES)
- Dragon Ball Z: Super Saiya Densetsu (1992)
- Dragon Ball Z: Super Butouden (1993)
- Dragon Ball Z: Super Butouden 2 (1993)
- Dragon Ball Z: Super Butouden 3 (1994)
- Pro Sport Hockey (1994)
- Dragon Ball Z: Chou Gokuu Den: Kakusei-hen (1995)
- Dragon Ball Z: Chou Gokuu Den: Totsugeki-hen (1995)
- Dragon Ball Z: Hyper Dimension (1996)

### Game Boy
- Boxing (1990)
- Karakuri Kengou Den Musashi Lord (1991)
- Kid Icarus: Of Myths and Monsters (1991)
- Soccer (1991)
- Yoshi's Cookie (1992, NES & Game Boy)
- Tetris 2 (1993, NES & Game Boy only)
- Takeda Nobuhiro no Ace Striker (1994)
- Kirby's Block Ball (1995)
- Arcade Classic No. 3: Galaga/Galaxian (1995)
- Game Boy Gallery (1995)
- Sports Collection (1996)
- Namco Gallery Vol. 1 (1996)
- Namco Gallery Vol. 2 (1996)
- Namco Gallery Vol. 3 (1997)
- Game & Watch Gallery (1997)

### Game Boy Color
- Dragon Warrior Monsters (1998)[4]
- Game & Watch Gallery 2 (1998)[4]
- Game & Watch Gallery 3 (1999)[4]
- Dragon Warrior I & II (1999)
- Metal Gear: Ghost Babel (2000)[4]
- Winnie the Pooh: Adventures in the 100 Acre Wood (2000)
- Dragon Warrior III (2000)
- Dragon Warrior Monsters 2 (2001)

### Game Boy Advance
- Densetsu no Stafy (2002)[4][5]
- Shrek: Hassle at the Castle (2002)
- Game & Watch Gallery 4 (2002)[4]
- Densetsu no Stafy 2 (2003)[4]
- Dragon Quest Monsters: Caravan Heart (2003)
- Shrek: Reekin' Havoc (2003)
- Slime Mori Mori Dragon Quest (2003)
- Densetsu no Stafy 3 (2004)[4]
- The Nightmare Before Christmas: The Pumpkin King (2005)[4]

### Virtual Boy
- Mario's Tennis (1995)

### Sega Mega Drive/Genesis
- Dangerous Seed (1990)
- Sangokushi Retsuden: Ransei no Eiyuutachi (1991)
- Marvel Land (1991)
- Taiheiki (1991)
- NHK Taiga Drama: Taiheiki (1991)
- Dragon Ball Z: Buyuu Retsuden (1994)

### Sega Mega CD/Sega CD
- Pro Yakyuu Super League CD (1992)

### Sega Saturn
- Bakushou!! All Yoshimoto Quiz Ou Ketteisen DX (1995)
- Dragon Ball Z: Shin Butōden (1995)
- Shinobi Legions (1995)
- Funky Fantasy (1996)
- Gegege no Kitarou: Gentou Kaikitan (1996)
- Matsukata Hiroki no World Fishing (1996)
- Funky Head Boxers (1997)
- Layer Section II (1997)
- Shin Theme Park (1997)
- Kidou Senshi Z Gundam: Zenpen Zeta no Kodou (1997)
- Moon Cradle (1997)
- Kidou Senshi Z Gundam: Kouhen Sora o Kakeru (1997)
- Digital Monster Ver. S Digimon Tamers (1998)
- Nihon Daihyou Team no Kantoku ni Narou! Sekaihatsu, Soccer RPG (1998)

### PlayStation
- Dragon Ball Z: Ultimate Battle 22 (1995)
- Dragon Ball GT: Final Bout (1997)
- Theme Aquarium (1998)[6][7]
- Thousand Arms (1998)[8]
- Shin Megami Tensei: Devil Summoner: Soul Hackers (1998)[9]
- Resident Evil Survivor (2000)
- Bass Landing (2000)
- Bass Landing 2 (2001)

### Dreamcast
- Resident Evil – Code: Veronica (2000)
- Sega GT: Homologation Special (2000)
- Jikkyou Powerful Pro Yakyuu Dreamcast Edition (2000)

### PlayStation 2
- The King of Route 66 (Desarrollado conjuntamente con  Sega-AM2, 2003)[4]
- The Nightmare Before Christmas: Oogie's Revenge (2005)
- Code of the Samurai (Desarrollado conjuntamente con  Red Entertainment)

### GameCube
- Resident Evil Zero (2002)

### PlayStation 3
- Lightning Returns: Final Fantasy XIII (Desarrollado conjuntamente con  Square Enix and tri-Ace, 2013)

### PlayStation 4
- World of Final Fantasy (Desarrollado conjuntamente con  Square Enix, 2016)
- The King of Fighters XIV (Desarrollado conjuntamente con  SNK, 2016)
- Scarlet Nexus (Desarrollado conjuntamente con Bandai Namco Entertainment, 2021)
- Crisis Core: Final Fantasy VII Reunion (Desarrollado conjuntamente con  Square Enix, 2022)

### PlayStation 5
- Scarlet Nexus (Desarrollado conjuntamente con  Bandai Namco Entertainment, 2021)
- Crisis Core: Final Fantasy VII Reunion (Desarrollado conjuntamente con h Square Enix, 2022)

### PlayStation Portable
- Valkyrie Profile: Lenneth (2006)
- Ultimate Ghosts'n Goblins (2006)
- Star Ocean: First Departure (2007)[10]
- Star Ocean: Second Evolution (2008)

### PlayStation Vita
- World of Final Fantasy (Desarrollado conjuntamente con  Square Enix, 2016)

### Nintendo DS
- Naruto RPG 2: Chidori vs. Rasengan (2005)
- Super Princess Peach (2005)[4]
- Dragon Quest Heroes: Rocket Slime (2005)[4]
- Sega Casino (2005)
- Avatar: The Last Airbender (2006)[4]
- Densetsu no Stafy 4 (2006)[4]
- Dragon Quest Monsters: Joker (2006)[4]
- Naruto: Path of the Ninja 2 (2006)
- MySims (2007)
- Avatar: The Last Airbender – The Burning Earth (2007)
- Naruto Shippūden: Dairansen! Kage Bunshin Emaki (2008)
- MySims Kingdom (2008)
- Ragnarok DS (2008)
- Crash: Mind Over Mutant (2008)
- The Legendary Starfy (2008)[4]
- WWE SmackDown vs. Raw 2009 (2008)
- WWE SmackDown vs. Raw 2010 (2009)
- MySims Agents (2009)
- Dragon Quest Monsters: Joker 2 (2010)
- Planes (2013)
- Tetris DS (unreleased)

### Wii
- Pac-Man Party (2010)
- Fortune Street (2011)

### Nintendo 3DS
- Resident Evil: The Mercenaries 3D (2011)
- Slime Mori Mori Dragon Quest 3 (2011)
- Resident Evil: Revelations (2012)
- Dragon Quest Monsters: Terry's Wonderland 3D (2012)
- Planes (2013)
- Dragon Quest Monsters 2: Iru and Luca's Marvelous Mysterious Key (2014)
- Fire Emblem Fates (castle modeling support for Intelligent Systems, 2015)
- Dragon Quest Monsters: Joker 3 (2016)
- WarioWare Gold (2018)

### Wii U
- Paper Mario Color Splash (Soporte de arte ambiental para Intelligent Systems, 2016.)

### Nintendo Switch
- Splatoon 2 (2017)[11]
- Paper Mario: The Origami King (2020)
- Famicom Detective Club: The Missing Heir (Remake) (2021)
- WarioWare: Get It Together! (Desarrollado conjuntamente con  Intelligent Systems, 2021)
- Dragon Quest Treasures (Desarrollado conjuntamente con  Square Enix, 2022)
- Crisis Core: Final Fantasy VII Reunion ( Square Enix, 2022)
- Dragon Quest Monsters: The Dark Prince (Desarrollado conjuntamente con  Square Enix, 2023)[12]
- Paper Mario: The Thousand-Year Door (2024)[13]

### PC
- GONG! Online (2007)

### Android, iOS
- Fight League (2017)[14]
- Nijigasaki High School Idol Club TOKIMEKI RunRuns (2022)[15]

### 3DO Interactive Multiplayer
- Pretty Soldier Sailor Moon S

### Juegos portados por TOSE
TOSE ha portado unos pocos juegos, incluyendo juegos de Square Soft y Enix para Nintendo Entertainment System y Super Nintendo Entertainment System.
- Chrono Trigger (PlayStation, Nintendo DS)
- Crystal Defenders (Xbox 360[16])
- Final Fantasy Origins y Final Fantasy I & II: Dawn of Souls (ports de Final Fantasy I & II para PlayStation y Game Boy Advance, respectivamente)
- Final Fantasy IV (PlayStation, Game Boy Advance)
- Final Fantasy V (PlayStation, Game Boy Advance)
- Final Fantasy VI (PlayStation, Game Boy Advance)
- Valkyrie Profile: Lenneth (PlayStation Portable)